# Rebecca Creskoff
Rebecca Creskoff (née le 1er février 1971 à Philadelphie) est une actrice américaine.

## Biographie
Elle est née le 1er février 1971 à Philadelphie. Elle mesure 1,75 m. 
Creskoff est diplômée de l’université de Pennsylvanie et de l’université de New York où elle a obtenu une maîtrise en beaux-arts. Elle a fait l'école secondaire avec Joshua Goldsmith et Andrew Kosove.
Elle est la belle-mère de Mackenzie Glassner (né en 1999), Max Glassner (né en 1989), Ilana et David Glassner (jumeaux nés en 1991).
Elle a été guest star dans un certain nombre de séries télévisées. Creskoff est également covedette dans plusieurs sitcoms.
Elle a épousé Michael Glassner le 28 avril 2012.

## Filmographie
- 1998 : Finding North  : Gina
- 1998 : New York, police judiciaire (saison 9, épisode 9) : Charlotte Wexman
- 1999 : New York, unité spéciale (saison 1, épisode 1) : Becky
- 2000 : À la Maison-Blanche (série télévisée) : Sarah Jordan
- 2000 : The Practice : Bobby Donnell et Associés (série télévisée) : Dr Jeannie Reynolds
- 2001 : Kristin (série télévisée) : Janis
- 2002 : Greetings from Tucson (série télévisée) : Elizabeth Tiant
- 2004 : Les Quintuplés (série télévisée) : Carol Chase
- 2005-2006 : Girlfriends (série télévisée) : Jennifer Miller
- 2006 : Old Christine (série télévisée) : Hilary
- 2007 : Mad Men (série télévisée) : Barbra Katz
- 2008 : Terminator : Les Chroniques de Sarah Connor (série télévisée) : Anne Fields
- 2009 : Party Down (série télévisée) : Liddy McSpadden
- 2009 : NCIS : Enquêtes spéciales (série télévisée) : Hillary Taffet
- 2009 : Hannah Montana (série télévisée) : l’infirmière Carol
- 2009-2010 : Jonas (série télévisée) : Sandy Lucas
- 2009-2011 : Hung (série télévisée) : Lenore Bernard
- 2010 : Krunk Out : Tina
- 2010 : Desperate Housewives (série télévisée, 7e saison) : Stacy Strauss
- 2010 : New York, police judiciaire (saison 20, épisode 13) : avocate de la défense Rebecca Masters
- 2010 : $h*! My Dad Says (série télévisée) : caméo
- 2011 : Justified (série télévisée) : Carol Johnson
- 2011 : Larry et son nombril (série télévisée) : Heidi
- 2012 : How I Met Your Mother (série télévisée) : Geraldine
- 2014 : Bates Motel (série télévisée) : Christine Heldens
- 2019 : New York, unité spéciale (saison 20, épisode 12) : Claire Newbury